# 浜名湖橋

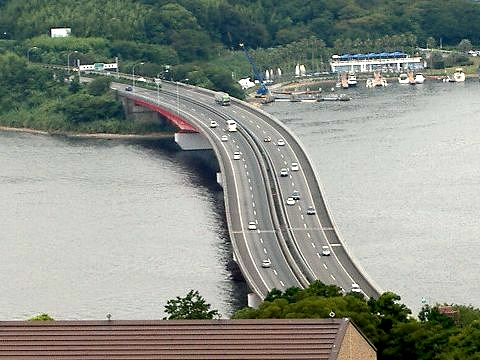
大草山から見た浜名湖橋。奥が名古屋方面

浜名湖橋（はまなこばし、Hamanako_Bridge）は、静岡県浜松市にある東名高速道路の浜松西ICと浜名湖SAの間に架かる橋梁。

## 概要
全長603m・上下各2車線、赤い橋桁を持つ連続桁橋で、東名高速道路でも有数の景観を誇る。
緩い逆S字のカーブで浜名湖を渡り、浜松市中央区の黒岩崎と浜松市浜名区（旧・引佐郡細江町）の崎山との間を結んでいる。
建設に携わったのは、横河橋梁製作所（現・横河ブリッジ）と松尾橋梁（現・IHIインフラシステム）の共同企業体。完成当時は、中央支間長140mは国内最長であった。湖底には軟弱なシルト層が堆積していることから、橋脚の基礎にはニューマチックケーソン工法が採用され、鋼橋としては世界で初めて、橋脚から両側に箱桁を架設するバランスド・カンチレバー工法（ヤジロベエ工法）が採り入れられた。
1968年には、土木学会田中賞を受賞している。

## 歴史
橋が完成した翌年の1969年2月1日、静岡IC-岡崎IC間開通により供用を開始した。

## 隣接するインターチェンジ等
E1 東名高速道路
(16-2)浜松西IC - (16-3)東名舘山寺BS/SIC - 浜名湖橋 - (SA)浜名湖SA - (17) 三ヶ日IC